# قاعدة بغرام

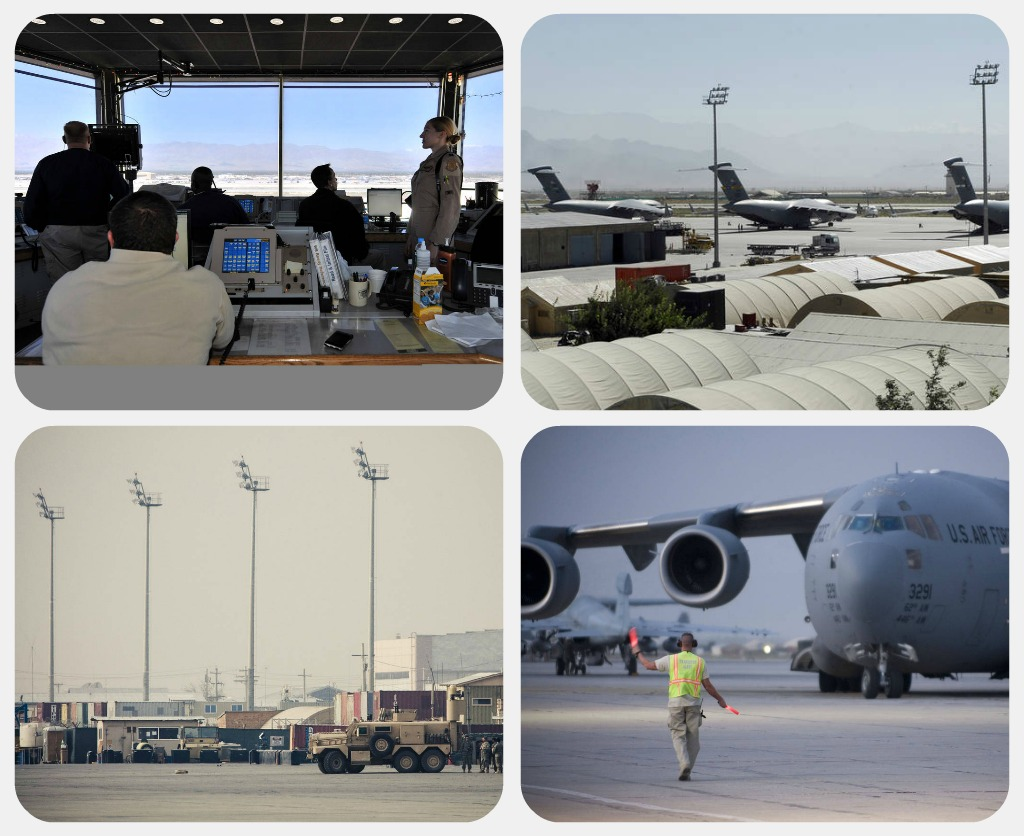
قاعدة بغرام

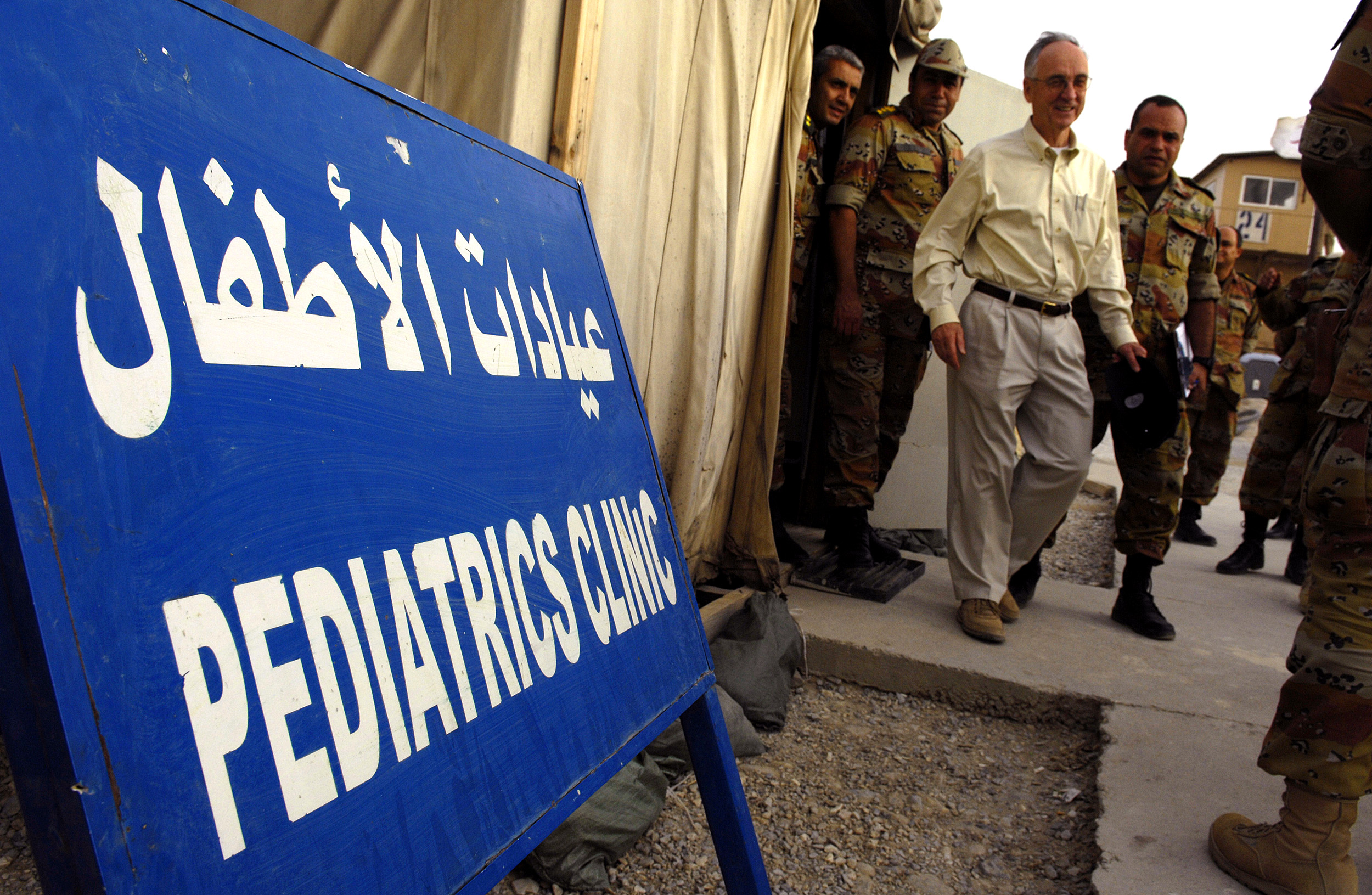
عيادات الأطفال - المستشفى المصري في قاعدة بغرام

قاعدة بغرام أو مطار بغرام هي أحد أكبر القواعد العسكرية الأمريكية في أفغانستان. وهي تقع بالقرب من المدينة القديمة في بغرام على بعد 11 كلم جنوب شرق شاريكار في ولاية بروان في أفغانستان.
المطار يأتي مع مدرج مزدوج قادر على التعامل مع أي حجم من الطائرات العسكرية، بما في ذلك طائرات شركة بوينغ سي-17 غلوب ماستر 3 وأنتونوف أن-225. وأحتلت القاعدة سابقاً بشكل رئيسي من قبل القوات المسلحة الأميركية، وقوات ايساف وكذلك نسبة من الجيش الأفغاني.